# Manoir de la Giclais
Le manoir de la Giclais est une malouinière construite durant la deuxième moitié du XVIIe siècle à Saint-Malo. Il est inscrit au titre des monuments historiques depuis 1976.

## Le manoir et sa perspective
Le manoir de la Giclais est une malouinière typique du pays de Saint-Malo, construite par une puissante famille d'armateurs, les Magon de La Giclais, durant la deuxième moitié du XVIIe siècle. Elle est cernée d'une part par un jardin et d'autre part par une cour, et de communs côté cour disposés comme deux ailes latérales symétriques et datant de la même époque.
Durant la révolution française le manoir s'est vu transformer en remise à chevaux ce qui aura fait beaucoup souffrir les intérieurs. La propriété revient en 1807 à Nicolas Surcouf, corsaire et armateur, comme son frère cadet Robert Surcouf, célèbre corsaire malouin.
Une partie des boiseries et des papiers peints panoramiques du second Empire sont conservés au rez-de-chaussée et au premier étage. Quatre mille documents ont récemment été retrouvés par les descendants de Nicolas Surcouf et apportent de nombreux enseignements sur son passé d'armateur (portion ignorée jusque-là) ainsi que sur différents aspects de la pêche et du métier d'armateur à ce moment-là.
Depuis, les constructions de la ville de Saint-Malo l'ont rattrapé, mais l'urbanisation moderne a respecté le potentiel paysager du manoir en aménageant le nouveau parc en contrebas en recréant une perspective à la Le Nôtre composée d'une place d'où descend un escalier double permettant de rejoindre une coulée verte arborée, puis en contrebas un bassin de style néo-classique et finalement un terrain boisé, sachant que les constructions (immeubles et maisons) sont bâties de manière relativement symétriques de part et d'autre de l'alignement (le bassin fait partie d'un ensemble de bassins utiles à la rétention d'eau en cas de crue). La réglementation de l'architecte des monuments historiques quant aux aménagements et constructions est d'ailleurs très stricte et ce jusqu'à plusieurs centaines de mètres du manoir. Malheureusement le manoir n'est plus que peu visible derrière ce qu'il lui reste de parc arboré privé.